# Estación de Nagatsuta
Nagatsuta (長津田駅 Nagatsuta-eki?) es una estación de ferrocarril situada en la ciudad de Yokohama, Kanagawa. Forma parte de las líneas Den-en-toshi (DT 22) y Kodomonokuni (KD 01), operadas por Tokyu, y la línea Yokohama de JR East (JH 21)

## La estación
Cabe destacar que la sección de JR East y de Tokyu cuentan con tornos distintos, que la línea Kodomonokuni no los tiene.
La sección operada por JR East se trata de una estación con una plataforma de isla que sirve a dos vías. 
La sección que forma parte de la línea Den-en-toshi posee la misma disposición de plataforma de isla. Sin embargo, da acceso a cuatro vías. 
Por otra parte la sección de Kodomonokuni  es una estación que cuenta con un andén de una sola vía. Cabe destacar que se accede sin tener que pasar por tornos, ya que se deben comprar los tickets en una máquina situada en la segunda planta. Si se sube sin ticket, hay que abonarlo en la estación de llegada.

## Servicios ferroviarios
| procedencia/destino | < estación | Línea | estación > | destino/procedencia                 |
| ------------------- | ---------- | ----- | ---------- | ----------------------------------- |
| Chuo-rinkan         | Tsukushino |       | Tana       | Shibuya・Oshiage(Skytree)・Kasukabe |

| procedencia/destino | < estación | Línea | estación > | destino/procedencia |
| ------------------- | ---------- | ----- | ---------- | ------------------- |
| Terminal            | Terminal   |       | Onda       | Kodomonokuni        |

| procedencia/destino        | < estación | Línea | estación > | destino/procedencia                         |
| -------------------------- | ---------- | ----- | ---------- | ------------------------------------------- |
| Machida/Hashimoto/Hachioji | Naruse     |       | Tokaichiba | Higashi-Kanagawa/Yokohama/Sakuragicho/Ofuna |

## Galería de fotos

### Sección de JR East

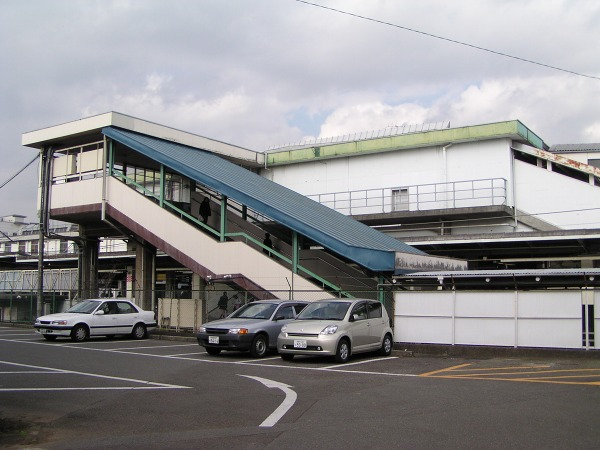
Acceso sur antes de la instalación del ascensor (noviembre de 2005)
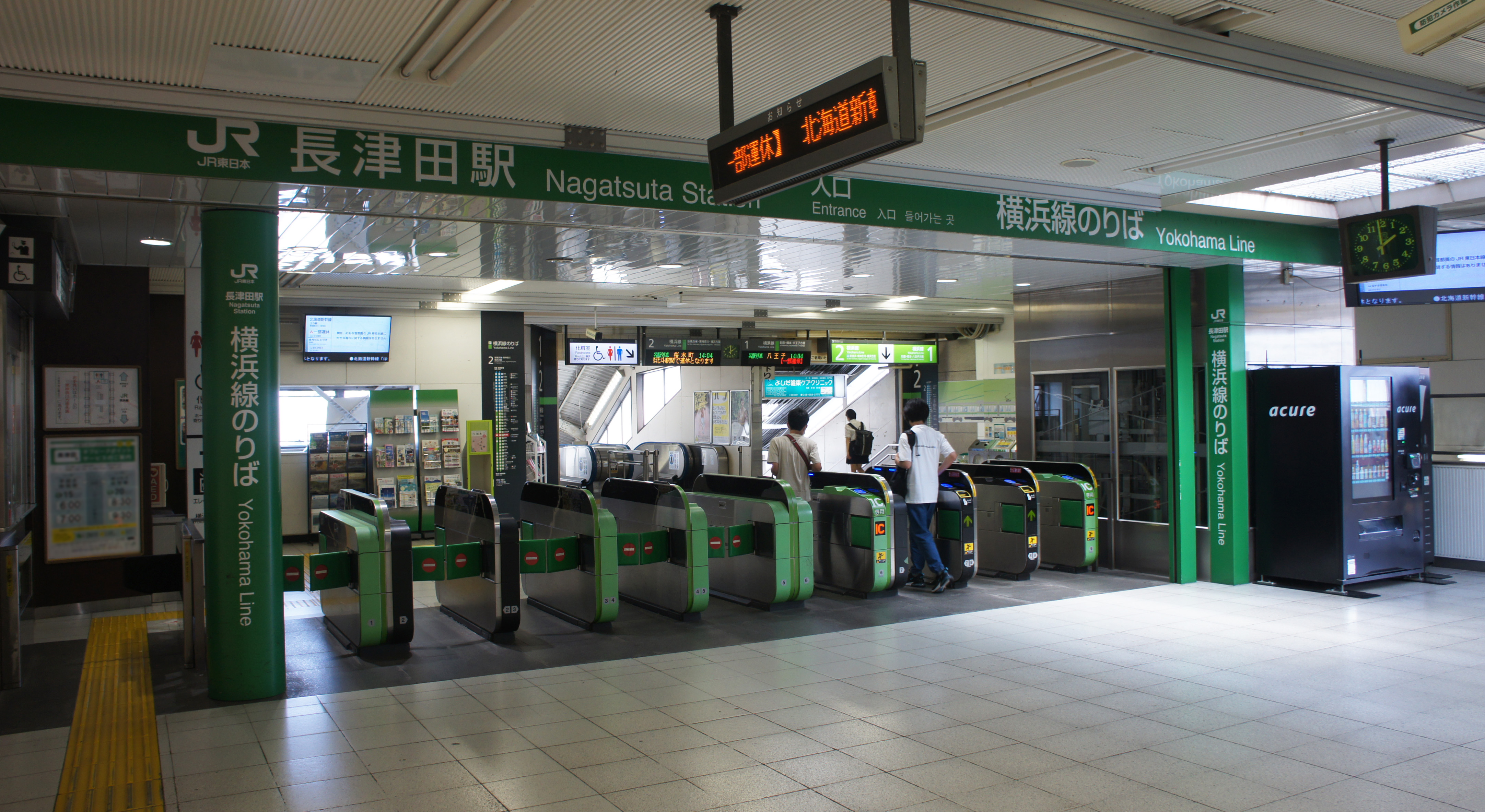
Tornos de la JR (mayo de 2021)
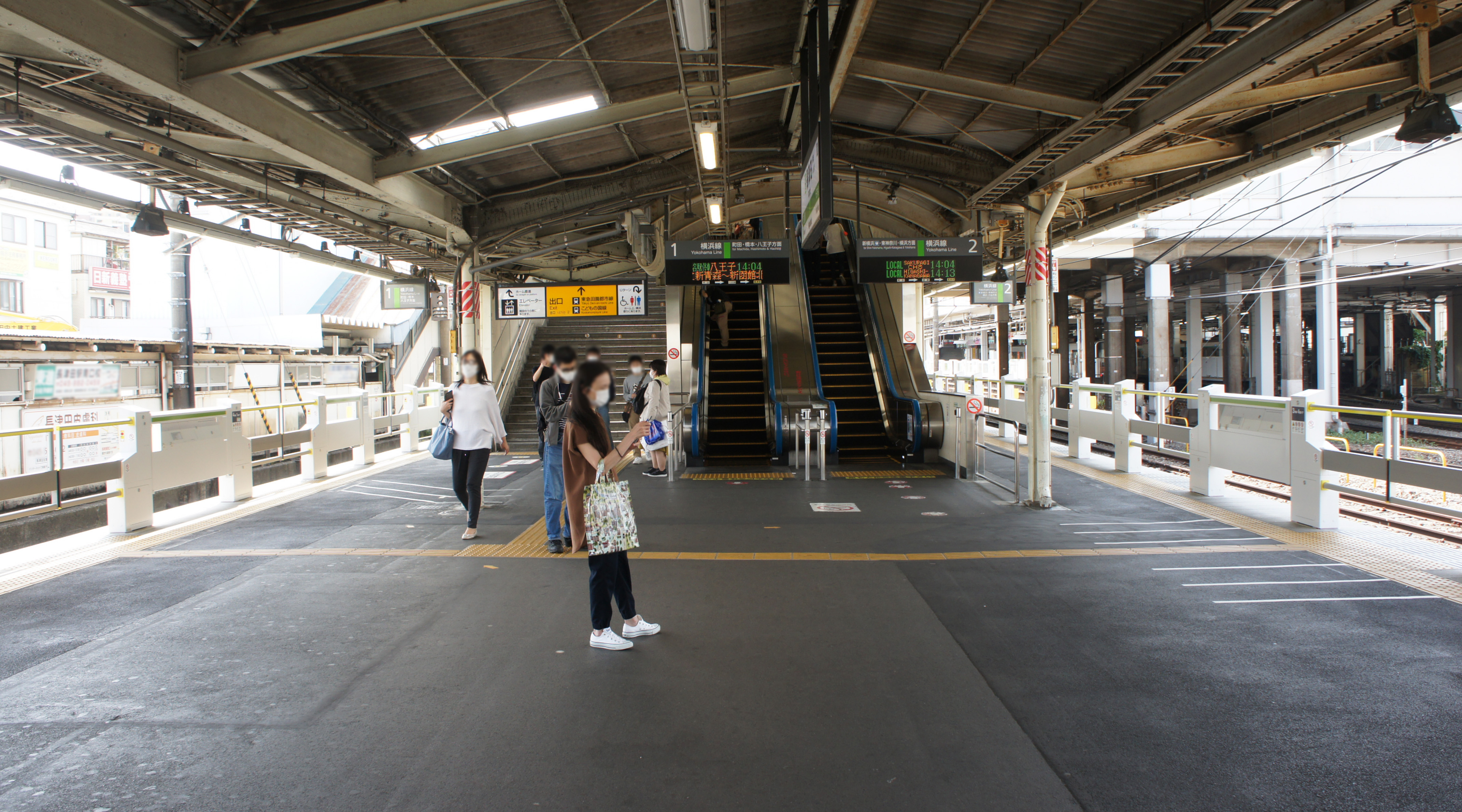
Andén de la JR (mayo de 2021)

### Sección de Tokyu

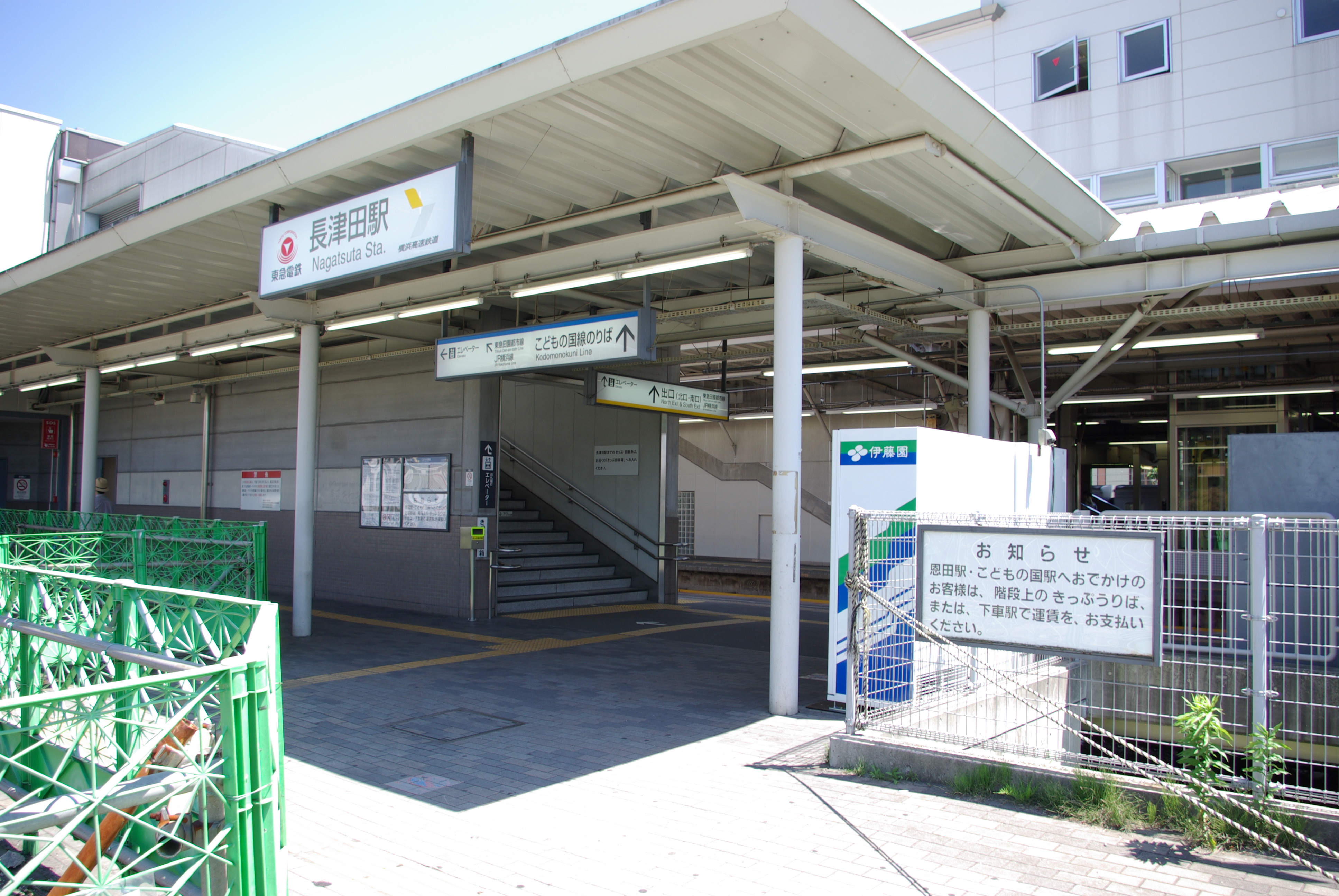
Acceso oeste (junio de 2007)
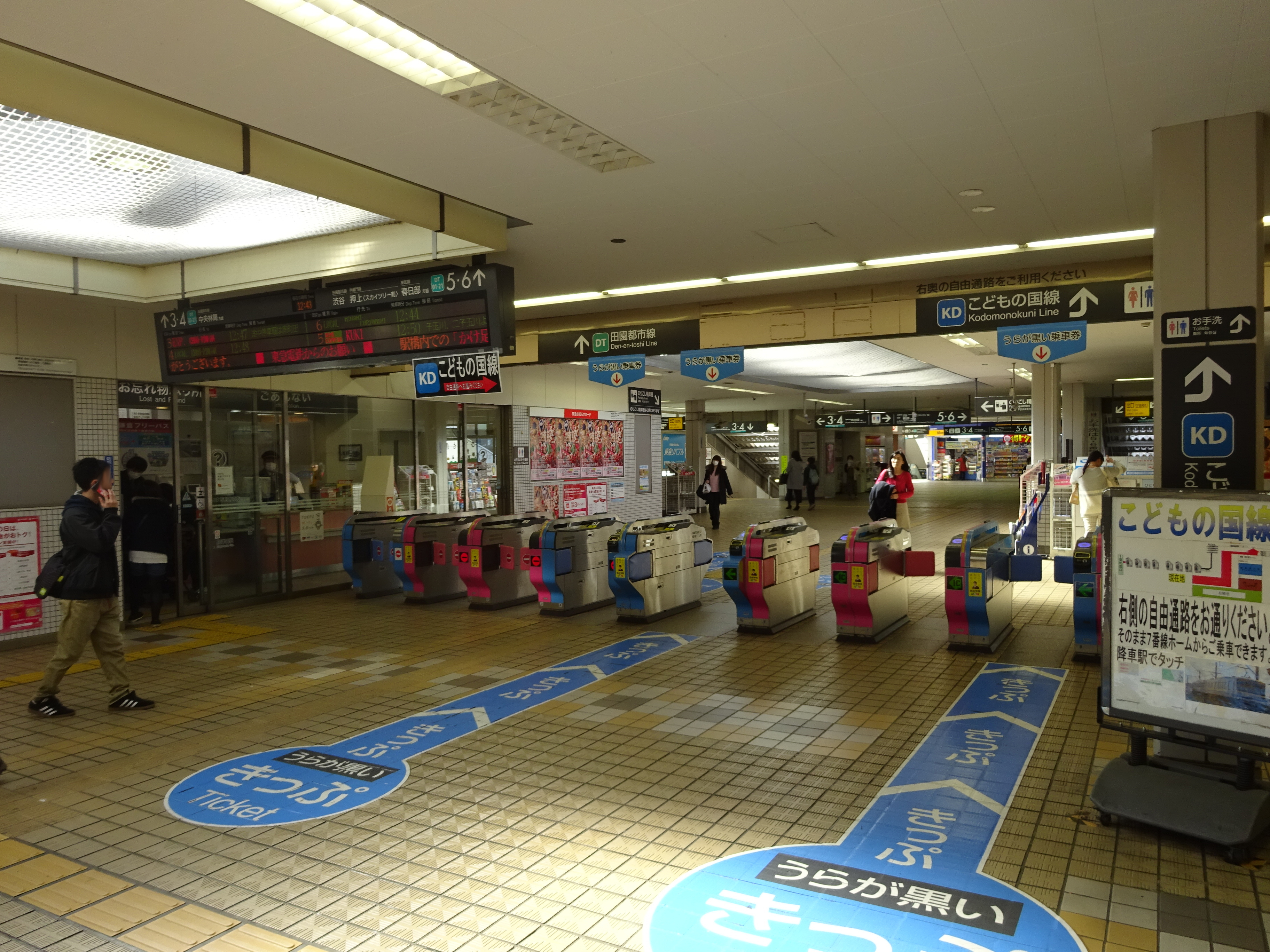
Tornos de la línea Den-en-toshi (febrero de 2016)
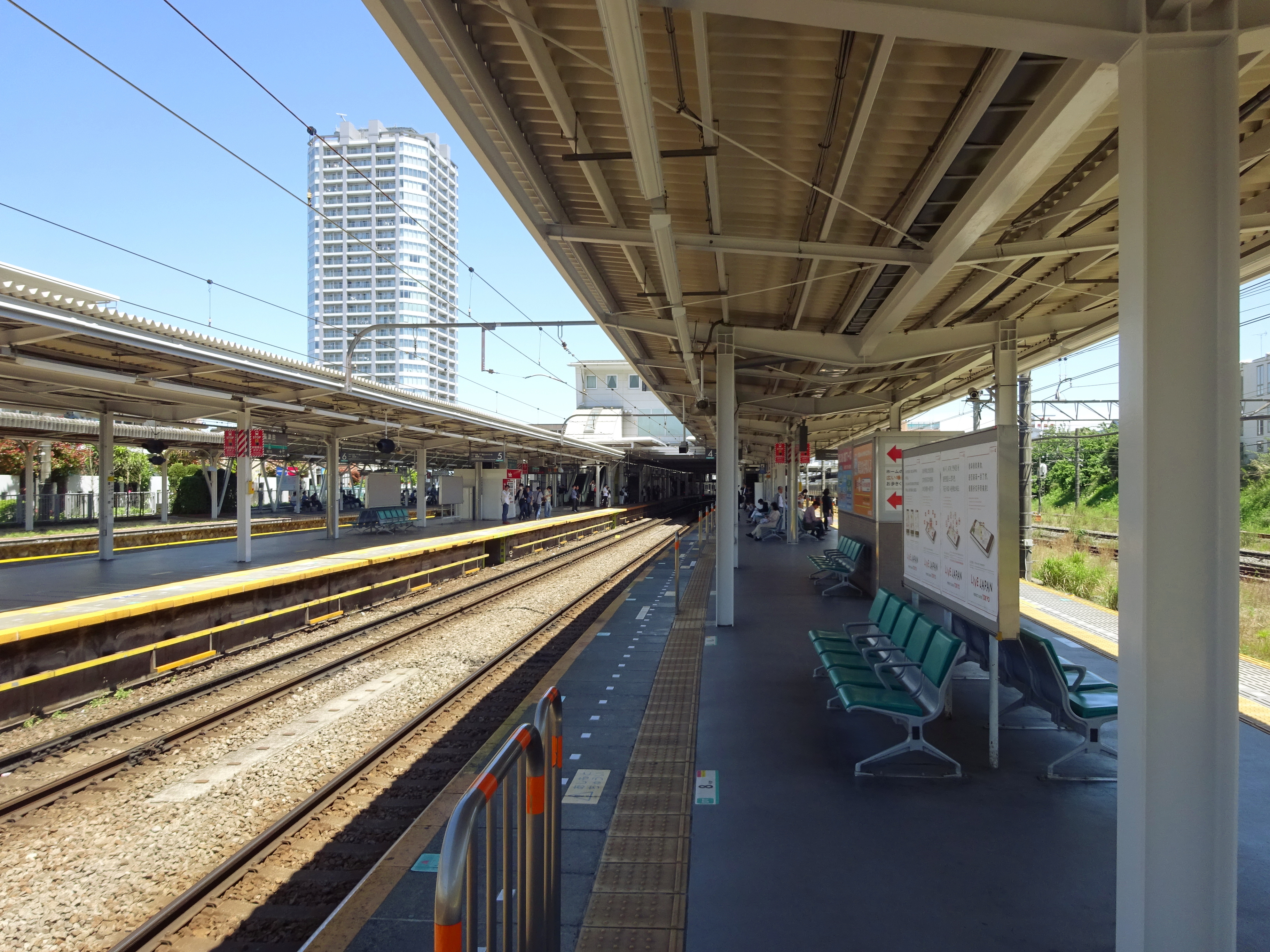
Andén de la línea Den-en-toshi (mayo de 2016)
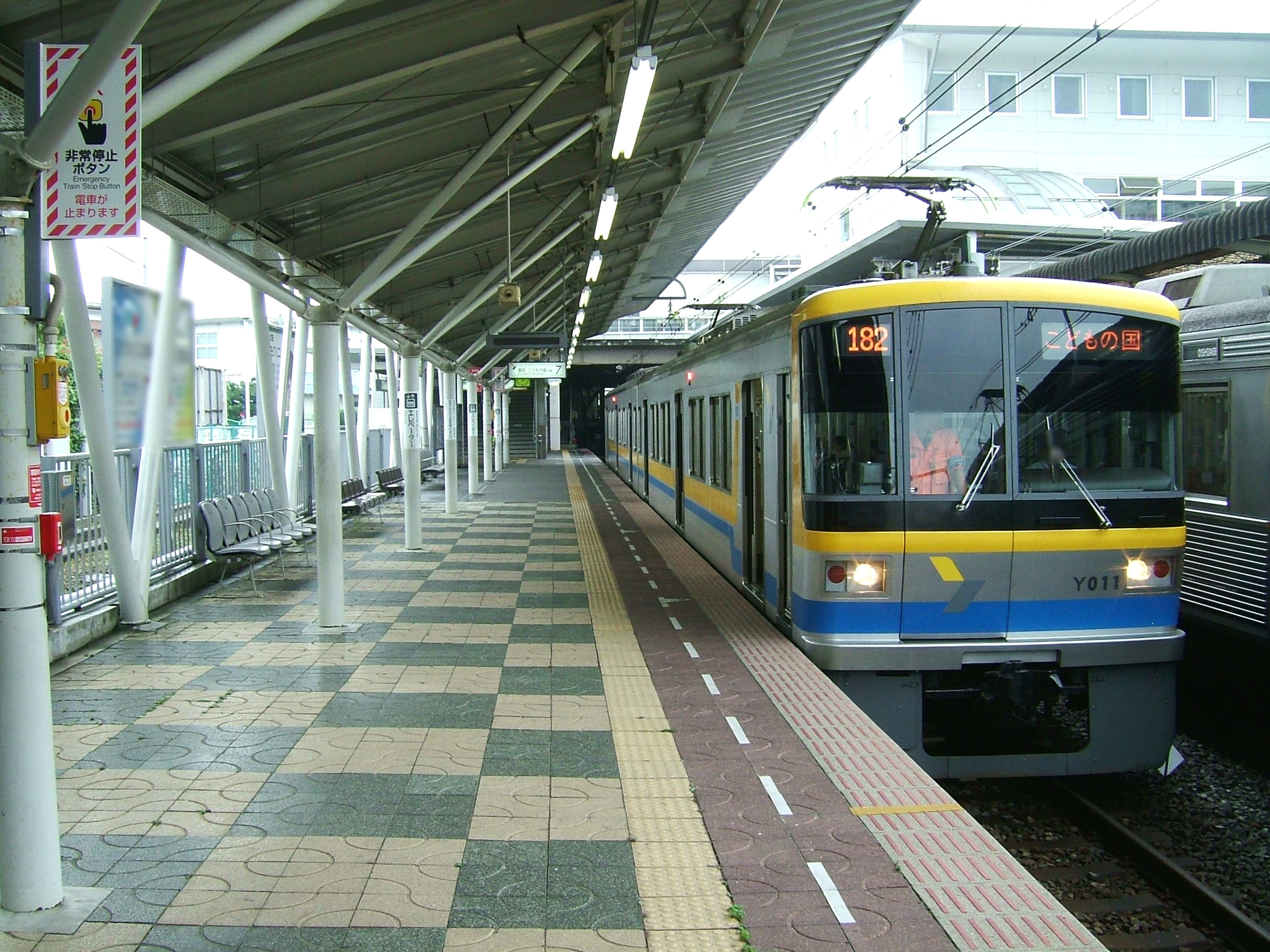
Andén de la línea Kodomonokuni (Agosto 2008)